# Уйсоли
Уйсоли (пол. Ujsoły) — село в Польщі, у гміні Уйсоли Живецького повіту Сілезького воєводства.
Населення — 2362 особи (2011).
У 1975-1998 роках село належало до Бельського воєводства.

## Демографія
Демографічна структура станом на 31 березня 2011 року:
|          | Загалом | Допрацездатний вік | Працездатний вік | Постпрацездатний вік |
| -------- | ------- | ------------------ | ---------------- | -------------------- |
| Чоловіки | 1183    | 256                | 787              | 140                  |
| Жінки    | 1179    | 213                | 687              | 279                  |
| Разом    | 2362    | 469                | 1474             | 419                  |